# (185560) Harrykroto
(185560) Harrykroto est un astéroïde de la ceinture principale.

## Description
(185560) Harrykroto est un astéroïde de la ceinture principale. Il fut découvert le 7 janvier 2008 à La Sagra par l'Observatoire astronomique de Majorque. Il présente une orbite caractérisée par un demi-grand axe de 2,29 UA, une excentricité de 0,09 et une inclinaison de 2,9° par rapport à l'écliptique.

## Compléments